# Siciliaans dambordje
Het Siciliaans dambordje (Melanargia pherusa) is een vlinder uit de onderfamilie Satyrinae en de familie Nymphalidae (vossen, parelmoervlinders en weerschijnvlinders).
De spanwijdte bedraagt 50 tot 65 millimeter. De soort komt voor het westen van Sicilië; het sterk gelijkend Italiaans dambordje komt voor in het noordoosten van dat eiland. De vlinder vliegt op hoogtes van 600 tot 1000 meter boven zeeniveau.
De waardplanten van het Siciliaans dambordje zijn grassen, zeer vermoedelijk Brachypodium ramosum. Nadat de rups uit het eitje is gekomen en de schaal heeft opgegeten, gaat hij in zomerrust. Pas in de herfst gaat hij eten. De rups overwintert. De soort vliegt in één jaarlijkse generatie in mei en juni.